# Тулпо
Тулпо (устар. Толп и Тулло) — река в России, протекает по территории Кольского района Мурманской области. Устье реки находится по правому берегу Колозера, через которое протекает река Колна (Колныш). Длина реки — 11 км.

## Данные водного реестра
По данным государственного водного реестра России относится к Баренцево-Беломорскому бассейновому округу, водохозяйственный участок реки — Тулома от Верхнетуломского гидроузла и до устья. Речной бассейн реки — бассейны рек Кольского полуострова, впадает в Баренцево море.